# Wujiang, Shaoguan
Wujiang är ett stadsdistrikt i Shaoguans stad på prefekturnivå i provinsen Guangdong i sydöstra Kina. Det ligger omkring 190 kilometer norr om provinshuvudstaden Guangzhou.
Wujiang är indelat i två stadsdelsdistrikt och fem köpingar.
Stadsdelsdistrikt (jiedao):

- Huimin (惠民街道)
- Xinhua (新华街道)

Köpingar (zhen):

- Chongyang (重阳镇)
- Jiangwan (江湾镇)
- Longgui (龙归镇)
- Xihe (西河镇)
- Xilian (西联镇)